# 2019冠状病毒病意大利疫区封锁措施
2020年3月8日，意大利政府对伦巴第、皮埃蒙特、威尼托、艾米利亚-罗马涅和马尔凯等大區，總計14个省分实施了隔离措施，以应对日益增長的2019冠狀病毒病疫情。在此之前，洛迪省已于2月下旬开始进行较小规模的封锁。较大的封锁影响了超过1600万人，限制了受影響地區的旅行以及公共活動。
封锁措施于3月9日进一步扩大到全境。

## 背景
鑑於疫情在中國湖北省武漢市爆發後，意大利政府在2020年1月30日，在兩位訪問義大利的中國遊客中檢測到病毒，為其首例和第二例。第三个個案確診於2月7日，患者是一个從武漢撤離並歸國的意大利人。2月21日在倫巴底和威尼托等地的十六人被感染與確診後，確診數字開始大幅提升。由於確診人數的增加，以及出現兩個死亡案例。倫巴底的多個城鎮，開始實施封鎖隔離措施。

## 封鎖隔離措施

### 初始
第一波的封锁於2020年2月21日開始，涵盖洛迪省下的十个市镇並影响约50,000人。封鎖的中心為人口16,000人的科多尼奥，利用警車設置路障以劃分隔離區。被隔離的「紅區」最初由警察和憲兵所執行，於2月27日共有約400名警員駐守在35個檢查站執行任務。鎖定最初預計持續至3月6日。居民被允许离开自己的家，以及食物和药品等耗材被允许进入。居民不去上学或者前往他们的工作场所，以及公共集会被禁止。火车服务同時绕过该地区。

### 擴大
2020年3月8日早上，意大利部长会议主席（总理）朱塞佩·孔特宣布扩大隔离区，覆蓋了絕大多的義大利北部，影响超过六百万人民，限制自受影響的地區旅行，禁止葬礼和文化活动，并要求人们在餐馆、教堂和超市等公共場合保持至少一公尺的距离。孔特隨後在一次新闻发布会澄清，该法令並不是一种「绝对禁止」，人们仍可因工作需要、緊急狀況或健康因素搭乘火车和飞机離開该区域。餐厅和咖啡馆被允许开放，但僅能於上午6時至下午6时間營業，而其他许多公共场所，如体育馆、夜总会、博物馆、游泳池被关闭。企业被要求改善工作流程，以允许員工在家工作。该法令效期直至4月3日，此外也禁止了任何医疗工作者離開，將可對離開者或未經許可進入影響區域者处以罚款或最多三个月的监禁。该法令同時實施限制義大利其他地方的公共集会。
義大利的此一封锁措施被指出是中國大陸以外最激進的疫區封鎖措施。於法令公布時，義大利已有超過5,800例的確診案例及233人死亡。草案的法令在周六晚上之前生效前被泄露给媒体，造成了被隔離區域內居民與政治家的恐慌與反應。《共和國報》指出，在米蘭数以百计的人試圖趕上週六晚上的最後一班列車以離開「紅區」。然而，法令正在簽署的几小时之内，媒体报道指出並沒有發生太大变化，火车和飞机仍在运行，且该地区的餐馆和咖啡馆也都正常運作。英国广播公司指出，3月8日仍有一些飛往米蘭的航班，但其中几个被取消。

### 扩大至全国
3月9日晚間，隔離區擴大至義大利全國，並將於隔日開始生效，過往僅適用於「紅區」的各項規範與限制也將進一步擴大至全境。所有體育賽事活動被暫停。
3月21日，宣布停止全国非必要商业活动至4月3日。
4月1日，意大利卫生部长罗伯托·斯佩兰扎表示，意大利疫区封锁措施延长至4月13日。4月11日又宣佈延長至延長至5月3日。
2021年3月15日，由於意大利疫情出現反彈，意大利国内大部分地区从當天起重新封城，所有学校、非必要商店、餐厅及酒吧一律关闭。

## 曾受影响的地区
| 省                       | 区域                | 开始日期 | 人口       |
| ------------------------ | ------------------- | -------- | ---------- |
| 亚历山德里亚省           | 皮埃蒙特大区        | 3月8日   | 420,017    |
| 阿斯蒂省                 | 皮埃蒙特大区        | 3月8日   | 214,342    |
| 贝加莫省                 | 伦巴第大区          | 3月8日   | 1,115,536  |
| 布雷西亚省               | 伦巴第大区          | 3月8日   | 1,265,954  |
| 科莫省                   | 伦巴第大区          | 3月8日   | 599,204    |
| 克雷莫纳省               | 伦巴第大区          | 3月8日   | 358,955    |
| 莱科省                   | 伦巴第大区          | 3月8日   | 337,380    |
| 洛迪省                   | 伦巴第大区          | 3月8日   | 230,198    |
| 曼图亚省                 | 伦巴第大区          | 3月8日   | 411,958    |
| 米兰广域市               | 伦巴第大区          | 3月8日   | 3,263,206  |
| 摩德纳省                 | 艾米利亚-罗马涅大区 | 3月8日   | 705,422    |
| 蒙扎和布里安扎省         | 伦巴第大区          | 3月8日   | 875,769    |
| 諾瓦拉省                 | 皮埃蒙特大区        | 3月8日   | 368,607    |
| 帕多瓦省                 | 威尼托大区          | 3月8日   | 938,957    |
| 帕尔马省                 | 艾米利亚-罗马涅大区 | 3月8日   | 452,022    |
| 帕維亞省                 | 伦巴第大区          | 3月8日   | 545,888    |
| 佩薩羅和烏爾比諾省       | 马尔凯大区          | 3月8日   | 358,886    |
| 皮亚琴察省               | 艾米利亚-罗马涅大区 | 3月8日   | 287,152    |
| 雷焦艾米利亞省           | 艾米利亚-罗马涅大区 | 3月8日   | 531,891    |
| 里米尼省                 | 艾米利亚-罗马涅大区 | 3月8日   | 339,437    |
| 松德里奧省               | 伦巴第大区          | 3月8日   | 180,811    |
| 特雷維索省               | 威尼托大区          | 3月8日   | 888,293    |
| 瓦雷澤省                 | 伦巴第大区          | 3月8日   | 890,768    |
| 威尼斯廣域市             | 威尼托大区          | 3月8日   | 857,841    |
| 韋爾巴諾-庫西奧-奧索拉省 | 皮埃蒙特大区        | 3月8日   | 157,844    |
| 韋爾切利省               | 皮埃蒙特大区        | 3月8日   | 170,298    |
| 总人數                   | 总人數              | 总人數   | 16,466,636 |

自3月8日起受隔離的省份

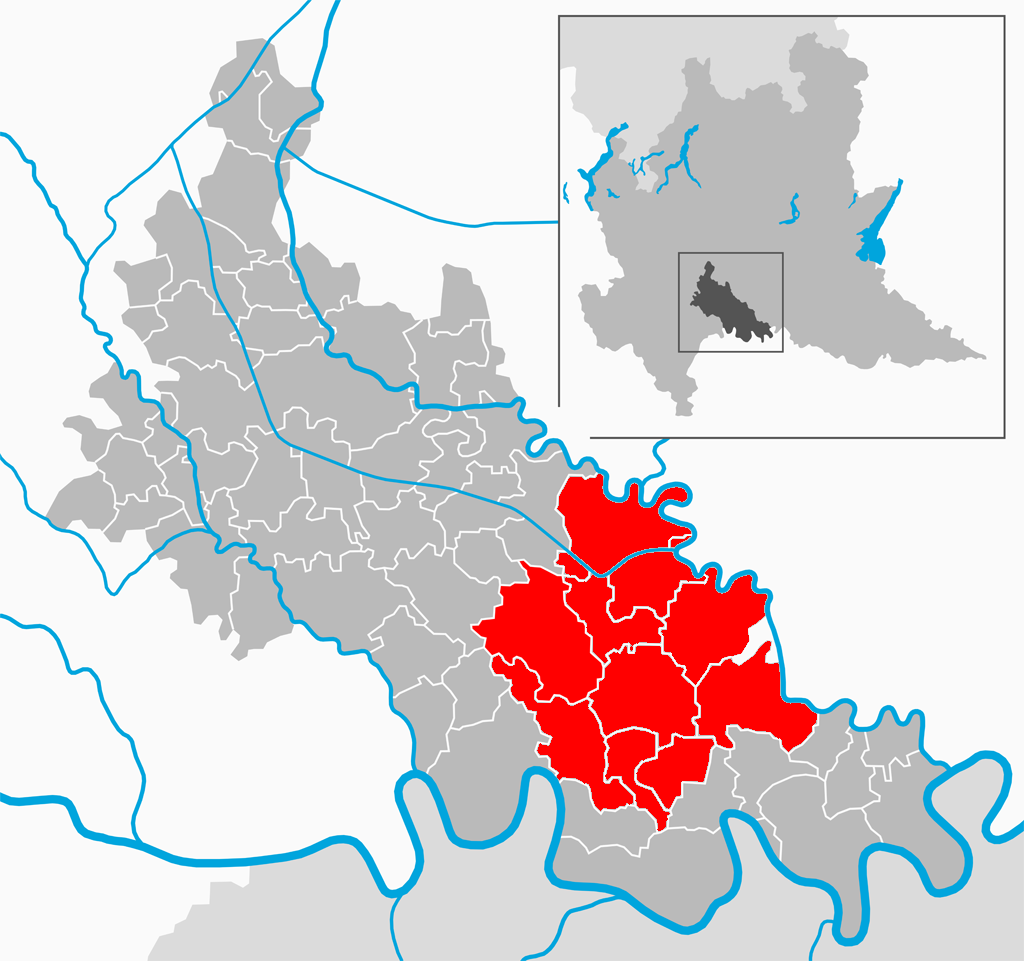
擴大區域前遭隔離的省份

2020年3月8日所封鎖的地區，覆蓋了整個伦巴第大区，以及其餘四個分別位於皮德蒙特、威尼托、艾米利亚-罗马涅大区和马尔的省分。該區域包含米兰和威尼斯兩座城市，由三個獨立的地區組成(约伦巴第大区、威尼斯、及另一个区圣马力诺周围)。受影响地区的居民超过一千六百萬人，大约四分之一的意大利人口。隔離的區域達到56,000平方公里（22,000英里）。

## 影响

### 经济
《纽约时报》罗马分社社长杰森·霍洛维茨（Jason Horowitz）称，擴大封鎖範圍是「在短期内牺牲意大利经济，但从长远来看能使其免受病毒的破坏」，米兰被视为意大利的经济和文化之都，威尼斯是其最重要的旅游目的地之一。伦巴第大区和威尼托大区的生产占意大利国内生产总值的三分之一。
在隔離區擴大之前，由于疫情的影响，已经预测意大利经济将进入衰退，旅游业和奢侈品业受到旅行减少而帶來的打击尤为严重。 范围扩大的隔离区预计会导致全欧洲的经济陷入困顿，扰乱德国汽车制造商等公司的供应链。隔离前，德国Scope Ratings有限责任公司估计2020年意大利GDP会收缩，预算赤字将超过GDP2.5％。贝伦贝格银行将对意大利2020年增长的预期从封锁前的-0.3%，下调到-1.2%。伦敦咨询公司Capital Economics的经济学家估计，假设封锁如期解除，全国封锁后意大利的2020年GDP下降幅度为2％。
意大利基准股价指数富时MIB于3月9日复市时下降11%，被称为“黑色星期一”。其中受影响最严重的行业有酒店、餐饮、零售、艺术品、娱乐和运输行业，占意大利GDP23%。另外占6%的旅游业预计也将面临危机。

## 反應

### 国内
伦巴第大区首腦阿蒂利奧·豐塔納及威尼托大區首腦盧卡·扎亞批评隔离措施，丰塔纳要求中央政府进一步澄清隔离措施，不过扎亚反对此提议。艾米莉亚-罗马涅大区主席斯特凡诺·波纳奇尼认为法令“令人困惑”，要求中央花更多时间制定“全面的”方案。受隔离的阿斯蒂市长在他的Facebook主页发布视频，抱怨中央突然宣布隔离，没有事先通知。当地的企业领袖也批评中央，称法令没有充分解释隔离的细节。反对派领导人马泰奥·萨尔维尼也要求进一步解释封锁措施。
另一方面，诺瓦拉市长亚历山德罗·卡纳利意外收到诺瓦拉省不在隔离区范围的初步情报，他指诺瓦拉和米兰有着很重要的交通联系，要求纳入。马尔奇大区主席卢卡·塞里西奥利同意隔离措施，不过他提到需要受影响土地更多地参与。
措施生效前，数千名伦巴第大区居民撤离。警方和医护人员在坎帕尼亚大区萨莱诺遇到了伦巴第的旅客，要求他们自行隔离。普利亚大区主席米歇尔·埃米利亚诺要求所有从北部抵达的旅客自行隔离。类似地，卡拉布里亚大区主席乔尔·桑特利呼吁所有住在北部的居民不在疫情期间回乡，要求政府“阻止民众外逃”。
孔特及其他领导人也呼吁民众不要尝试利用贿赂等手段逃避封锁政策，他对《共和国报》称意大利正处在“至暗时刻”。

### 居民
在最初的隔离中，科多诺隔离区的居民建立了一个特殊的广播电台（「紅區」无线电台），广播有关隔离情况的最新动态、当局的访谈以及政府信息。天主教讲道也藉此广播。
隔离范围扩大后，数千名用户在社交媒体转发主题标签#IoStoACasa（“我留在家”）。为了配合公共场所人与人间距保持一米的规定，酒吧和餐厅的地板纷纷贴有胶布，提醒顾客遵守。全国封城令公布后，罗马和巴勒莫等城市的超市出现抢购潮。
一名意大利人在社交網站上載短片，表示自己翻閱當地報章《貝加莫報》，該報於2月9日的實體報章只刊載了1.5頁的訃聞消息，但3月13日的報章則有十頁訃聞，片段在全球廣為流傳。
封锁期间，民众自发组织在每日12时鼓掌向医护人员表示感谢，在18时打开窗户或走到阳台上合唱歌曲，以鼓舞人心。活动从3月13日开始，13日当天民众齐唱意大利国歌，另外那不勒斯民众还唱了Abbracciame。14日的歌曲是阿德里安诺·塞兰特诺的Azzurro（天蓝色，其复数形式是意大利的国家足球队等体育代表队的昵称），15日的歌曲是Rino Gaetano的Ma il cielo è sempre più blu（但是天总是会更蓝），16日的歌曲是多米尼科·莫杜尼奥的Nel blu dipinto di blu（你眼里的蓝）。

### 国际
意大利全国封锁后，位于其境内的梵蒂冈关闭了梵蒂冈博物馆。不过圣伯多禄大殿维持开放，但地下墓室关闭，游客须保持一米间距。同时，大型弥撒停止到4月3日，教宗方济各每天于Livestream主持弥撒。
世界卫生组织总干事譚德塞称赞此一封锁措施，指出意大利人民和政府正在「做出真正的牺牲」与「踏出大胆、勇敢的步伐」。
2020年3月16日，马来西亚前首相马哈迪·莫哈末在面子书上载视频，以中华人民共和国和意大利的严谨控制疫情态度，提醒马来西亚人要有纪律，才能有效防疫。他举例，意大利如今已经全面封销，禁止游客到访，而且人民也不能出门到处走，虽然这确会让人民不方便，人民不能离开住家，但是如果人民没有自律，那么这个疫情将无法控制，会造成很严重影响。

## 外部連結
- 3月8日的法令全文（義大利語）（页面存档备份，存于）